# 锤刑

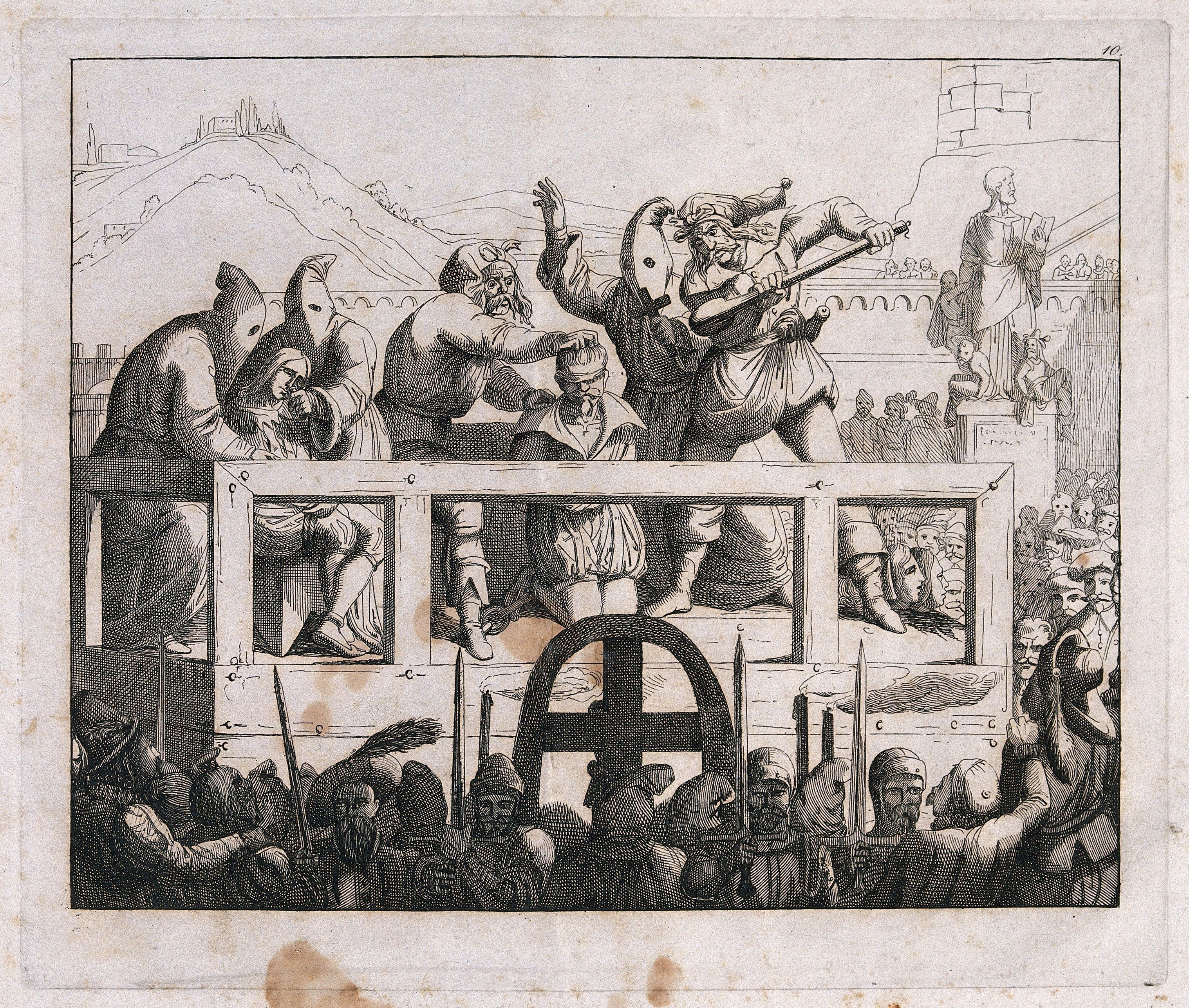
賈科莫·森奇因殺害其父親而在羅馬被處以錘刑而死

锤刑是教宗国为惩处罪犯而設立的死刑處決手段。锤刑得名于其行刑工具：大型长柄大头锤或長柄斧。史上最后一次锤刑处刑发生在1806年9月，教宗国更为常見的處決方式是绞刑或斩首。